# エルヴィン・ブムケ
エルヴィン・コンラート・エドゥアルト・ブムケ（Erwin Konrad Eduard Bumke, 1874年7月7日‐1945年4月20日）は、ドイツ国の法曹、裁判官、政治家。ヴァイマル共和政時代からナチス・ドイツ時代にかけて、最高裁判所（ライヒ裁判所）長官を務めた。

## 生涯
エルヴィン・ブムケは1874年7月7日にプロイセン王国（現在のポーランドのスウプスク）で生まれた。彼の父は医者であり、母は工場の所有者の娘である。
彼は、フライブルク、ライプツィヒ、ミュンヘン、ベルリン、グライスヴァルトで法律を学んだ後、エッセンで裁判官としてデビューした。1907年、彼は後の帝国司法省の前身である帝国司法庁に事務所を構えた。 同年、彼は後の法務大臣ハンス・ヨアヒム・フォン・メルカッツ（de:Hans-Joachim von Merkatz）の親戚であるエヴァ・フォン・メルカッツ（1873-1947）と結婚した。 夫婦には2人の息子がいて、どちらも第二次世界大戦で亡くなった。ブムケ自身は第一次世界大戦で将校を務め、最終的には陸軍大尉まで昇進した。
戦後、ブムケはドイツ国家人民党（DNVP）に入党した。彼はすぐに、刑法に関係する新設の法務省の第2部長に昇進した。 1930年、ブムケは国際刑事法および刑務所委員会の委員長になった。1929年に最高裁判所長官ヴァルター・ジモンスが辞任すると、ブムケはパウル・フォン・ヒンデンブルク大統領によって最高裁判所長官に任命された。1932年10月25日、ブムケの指導下にある裁判所は、緊急法令によって制定された国家弁務官によるプロイセン国務大臣の権限の一時的な削除が有効であると宣言した。1932年12月に可決されたワイマール憲法の改正により、もしドイツ国大統領が在任中に死亡した場合、もしくは急病により職務不可になった場合に最高裁判所長官がドイツ国大統領の代理を務めることになっていたが、彼はそのような法令が事実であるとは示されなかった。そして、ヒンデンブルクが2年後に亡くなったとき、規制は無視された。
国家保守派として、フランツ・ギュルトナー法務大臣やフランツ・シュレーゲルベルガー(de:Franz Schlegelberger)法務省次官のように、1933年1月のナチスの権力の掌握後も彼は職を維持し、第三帝国の法学を調整する責任を任された。1933年7月、彼はナチス親衛隊の名誉隊員となり、1937年にナチ党に入党した。翌年には黄金ナチ党員バッジを授与された。ブムケは、いくつかの人種差別的な評決の責任を負うようになった。第3刑事部門の部長として、彼はニュルンベルク法の人種恥辱に基づいて統制した。 また、彼は1939年から1941年にかけてのT4作戦、安楽死計画の合法化にも関与した。1939年、彼の任期はアドルフ・ヒトラーの個人的な法令によって延長されることとなった。

## 死亡
1945年4月20日（ヒトラーの誕生日）、アメリカ軍がライプツィヒに侵攻して2日後にブムケは自殺した。